# National Endowment for the Arts
Pour les articles homonymes, voir NEA.
 (novembre 2019).
- Si vous ne connaissez pas le sujet, laissez ce bandeau (vous pouvez alors contacter les auteurs).
- Si vous supprimez le contenu mis en cause (vous pouvez préalablement contacter les auteurs),

argumentez précisément cette suppression dans la page de discussion
(un manque de référence n'est pas un argument ; une recherche réelle de référence doit avoir été effectuée, être formellement documentée).
Le National Endowment for the Arts (NEA), signifiant en français Fonds national pour les arts, est une agence culturelle fédérale des États-Unis. Elle est chargée d'aider les artistes et les institutions culturelles du pays. Elle fut créée en 1965 par une loi votée par le Congrès américain comme agence indépendante du gouvernement des États-Unis.
Le poste de président est actuellement vacant à la suite de la démission de Maria Rosario Jackson le 20 janvier 2025. 
Ses bureaux se trouvaient jusqu'en 2013 dans l’Old Post Office Pavilion, à Washington D.C..

## Histoire

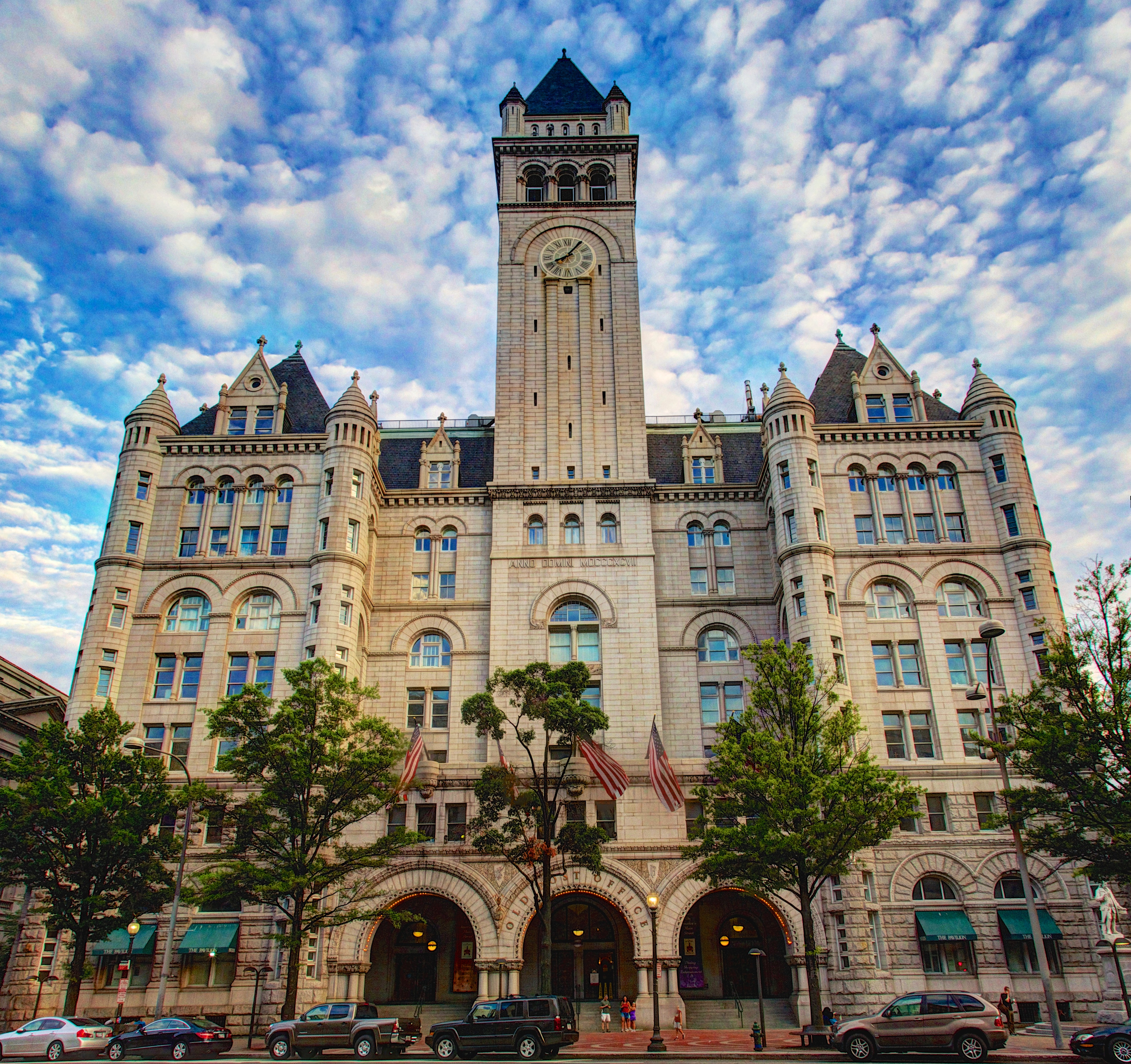
Old Post Office Pavilion, l'ancien siège du NEA à Washington DC.

### Contexte
Il n'existe aucun ministère de la Culture aux États-Unis et la culture est l'affaire des autorités locales et de la société civile ; la culture doit être indépendante du pouvoir et de la bureaucratie pour assurer la liberté des artistes. Cependant, les présidents qui se sont succédé dans la deuxième moitié du XXe siècle n'ont pas tous été indifférents aux problèmes culturels. Eisenhower crée par exemple le National Cultural Center à Washington DC, qui sera rebaptisé John F. Kennedy Center for the Performing Arts après l'assassinat de Kennedy. 
La création du NEa intervient également dans le contexte de la Guerre froide qui oppose l'Union soviétique aux États-Unis : la compétition est idéologique, militaire et technologique, mais elle affecte également le domaine culturel. L'URSS envoie le premier homme dans l'espace et s'autoproclame patrie des intellectuels et des artistes. L'art devient un moyen de propagande dans les deux camps. Le gouvernement fédéral prend le contre-pied du modèle soviétique : il n'y aura pas de ministère de la culture centralisé et l'art américain sera encouragé à se développer et à se diffuser dans le monde. Pour pallier la crise financière que traversent de nombreux musées et théâtres, les subventions seront néanmoins distribuées.

### Débuts du NEA
L'idée d'une agence culturelle aux États-Unis est apparue sous la présidence d'Eisenhower, mais le projet d'un Conseil national pour les Arts fut finalement rejeté par le Congrès. Sous la pression des syndicats d'artistes et d'écrivains, Lyndon Baines Johnson (président de 1963 à 1969) décide de mettre en place une institution subventionnée par des fonds fédéraux mais indépendante du gouvernement. La loi est promulguée le 3 septembre 1964. Elle est complétée en 1965 par la création de la National Foundation on the Arts and the Humanities.
L'agence du NEA n'est pas conçue pour être un ministère : elle fonctionne comme une organisation à but non lucratif et repose en grande partie sur la philanthropie.

### Apogée dans les années 1970
Dans les années 1970, le NEA devient une agence importante pour la culture et les arts aux États-Unis. Son budget augmente pour atteindre 100 millions de dollars en 1977. En 1980, 245 personnes sont employées à temps plein.
Les divers programmes du NEA permettent de distribuer des subventions, des bourses aux artistes, des aides aux agences culturelles locales. Le Museum Program soutient les musées, le Folk Art Program promeut l'artisanat, le programme Artists in School tente de développer l'art à l'école.

### Déclin de l'institution
Dans les années 1980, l'arrivée au pouvoir des conservateurs, la réactivation de la Guerre froide et le réveil de l'évangélisme accompagnent les culture wars : ces polémiques et ces tensions se déclenchent à la suite d'expositions de photographies controversées et financées par le NEA. Les photographies ont pour sujet l’homosexualité et représentent des scènes érotiques, pornographiques et sadomasochistes (Robert Clark Young, Robert Mapplethorpe). Les associations conservatrices combattent des œuvres telles que Piss Christ d’Andres Serrano, une photographie représentant un crucifix plongé dans l’urine de l’artiste. La pièce de Terrence McNally Corpus Christi prête à polémique car elle propose un Jésus ayant des relations homosexuelles avec ses disciples. Les culture wars provoquent la censure d'œuvres financées par le NEA. Une clause anti-obscénité est mise en place pour tout artiste souhaitant recevoir des aides fédérales.
Une loi de décembre 1980 impose de tenir compte de la diversité culturelle dans les actions du NEA.

## Liste des directeurs du NEA
1. Roger L. Stevens, 1965-1969, nommé par Lyndon B. Johnson
2. Nancy Hanks, 1969-1977, nommée par Richard M. Nixon
3. Livingston L. Biddle Jr., 1977-1981, nommé par Jimmy Carter
4. Frank Hodsoll, 1981-1989, nommé par Ronald Reagan.
5. John E. Frohnmayer, 1989-1992, nommé par George H. W. Bush
6. Jane Alexander, 1993-1997, nommée par Bill Clinton
7. Bill Ivey, 1998-2001, nommé par Bill Clinton
8. Michael P. Hammond, 2002, nommé par George W. Bush
9. Dana Gioia, 2003-2009, nommé par George W. Bush
10. Patrice Walker Powell, 2009 (intérim), nommé par Barack Obama
11. Rocco Landesman, 2009-2012, nommé par Barack Obama
12. Joan Shigekawa, 2012-2014, nommée par Barack Obama
13. R. Jane Chu, 2014-2018, nommée par Barack Obama
14. Mary Anne Carter, 2019-2021, nommée par Donald Trump[9]
15. Maria Rosario Jackson, 2021-2025, nommée par Joe Biden

## Pour approfondir

#### Articles
- (en-US) « Grants to Art Museums National Endowment for the Arts », Art Journal, Vol. 32, No. 4,‎ été 1973, p. 449-452 (4 pages) (lire en ligne ),
- (en-US) Ralph A. Smith, « A Policy Analysis and Criticism of the Artist-in-Schools Program of the National Endowment for the Arts », Art Education, Vol. 30, No. 5,‎ septembre 1977, p. 12-16+18-19 (7 pages) (lire en ligne ),
- (en-US) Elliot W. Eisner, « The State of Art Education Today and Some Potential Remedies: A Report to the National Endowment for the Arts », Art Education, Vol. 31, No. 8,‎ décembre 1978, p. 14-18+20-23 (9 pages) (lire en ligne ),
- (en-US) Francis S. M. Hodsoll, « Supporting the Arts in the Eighties: The View from the National Endowment for the Arts », The Annals of the American Academy of Political and Social Science, Vol. 471,‎ janvier 1984, p. 84-88 (5 pages) (lire en ligne ),
- (en-US) Frank Hodsoll, « The National Endowment for the Arts and Cultural Economics : The  Information Partnership », Journal of Cultural Economics, Vol. 9, No. 1,‎ juin 1985, p. 1-12 (12 pages) (lire en ligne ),
- (en-US) Fraser Barron, « A Mission Renewed : The Survival of the National Endowment for the Arts, 1981-1983 », Journal of Cultural Economics, Vol. 11, No. 1,‎ juin 1987, p. 22-75 (54 pages) (lire en ligne )
- (en-US) Craig Alford Masback, « Independence vs. Accountability: Correcting the Structural Defects in the National Endowment for the Arts », Yale Law & Policy Review, Vol. 10, No. 1,‎ 1992, p. 177-204 (28 pages) (lire en ligne ),
- (en-US) Michael C. Dorf, « Artifactions: The Battle over the National Endowment for the Arts », The Brookings Review, Vol. 11, No. 1,‎ hiver 1993, p. 32-35 (4 pages) (lire en ligne ),
- (en-US) Julie Van Camp, « Freedom of Expression at the National Endowment for the Arts: An Opportunity for Interdisciplinary Education », The Journal of Aesthetic Education, Vol. 30, No. 3,‎ automne 1996, p. 43-65 (23 pages) (lire en ligne ),
- (en-US) Elliot W. Eisner, « The State of Art Education Today and Some Potential Remedies: A Report to the National Endowment for the Arts », Art Education, Vol. 50, No. 1,‎ janvier 1997, p. 27-28+61-72 (14 pages) (lire en ligne ),
- (en-US) Francesca Bornonovi & Michael O'Hara, « The Impact of the National Endowment for the Arts in the United States: Institutional and Sectoral Effects on Private Funding », Journal of Cultural Economics, Vol. 28, No. 1,‎ février 2004, p. 21-36 (16 pages) (lire en ligne ),
- (en-US) S. K. Wertz, « The National Endowment for the Arts and Its Opposition: Danto's Argument for Art for Our Sake », The Journal of Aesthetic Education, Vol. 41, No. 3,‎ 2007, p. 111-117 (7 pages) (lire en ligne ),

##### Francophone
- Frédéric Martel, De la culture en Amérique, Paris, Gallimard, 2006 (ISBN 978-2-07077-931-4). .

##### Anglophones
- (en-US) Jane Alexander, Command Performance An Actress In The Theater Of Politics, New York, PublicAffairs, 29 mai 2000, 366 p. (ISBN 9781891620065, lire en ligne),

- (en-US) Donna Binkiewicz, Federalizing the Muse : United States Arts Policy and the National Endowment for the Arts, 1965-1980, Chapel Hill, Caroline du Nord, University of North Carolina Press, 23 août 2004, 320 p. (ISBN 9780807828786, lire en ligne),
- (en-US) Jerry Henderson, The State and the Politics of Culture : A Critical Analysis of the National Endowment for the Arts, Lanham, Maryland, University Press of America, 16 septembre 2005, 94 p. (ISBN 9780761831808, lire en ligne),
- (en-US) Mark Bauerlein & Ellen Grantham, National Endowment for the Arts : A History, 1965-2008, Washington, DC, National Endowment for the Arts, 1er janvier 2009, 326 p. (ISBN 9780615232485, lire en ligne),